# Adiantum tricholepis
Adiantum tricholepis är en kantbräkenväxtart som beskrevs av Fée. Adiantum tricholepis ingår i släktet Adiantum och familjen Pteridaceae. Inga underarter finns listade.